# Балашиха (станція)
Балашиха (рос. Балашиха) — кінцева тупикова залізнична станція одноколійного відгалуження Реутово — Балашиха Горьківського напрямку Московської залізниці у місті Балашиха, Московська область, Росія. Входить до складу Московсько-Курського центру організації роботи залізничних станцій ДЦС-1 Московської дирекції управління рухом. За основним застосуванням є проміжною, за обсягом роботи віднесена до 3 класу.

## Опис
Розташована за 12 км від вузлової станції Реутово та за 27 км від Москва-Пасажирська-Курська. Станція є тупиковою для приміських поїздів, хоча залізничне полотно від станції прямує і далі, приблизно на 3 км, фактично до Щолковського шосе.
На станції крім основного колійного розвитку (4 колії) є парк Горенки західніше по лінії (2 колії). У кожному по одному зупинному пункту з однією платформою: платформа Балашиха в основному парку (південна платформа), платформа Горенка в парку Горенка. На платформі Балашиха працює квиткова каса і сервіс-центр. Не обладнана турнікетами.

## Маршрути
Щоденно 12-13 пар електричок прямують до Москва-Пасажирська-Курська через Реутово, час у дорозі до Реутово — 17 хвилин, до Москва-Пасажирська-Курська — 41 хвилина